# 크리비

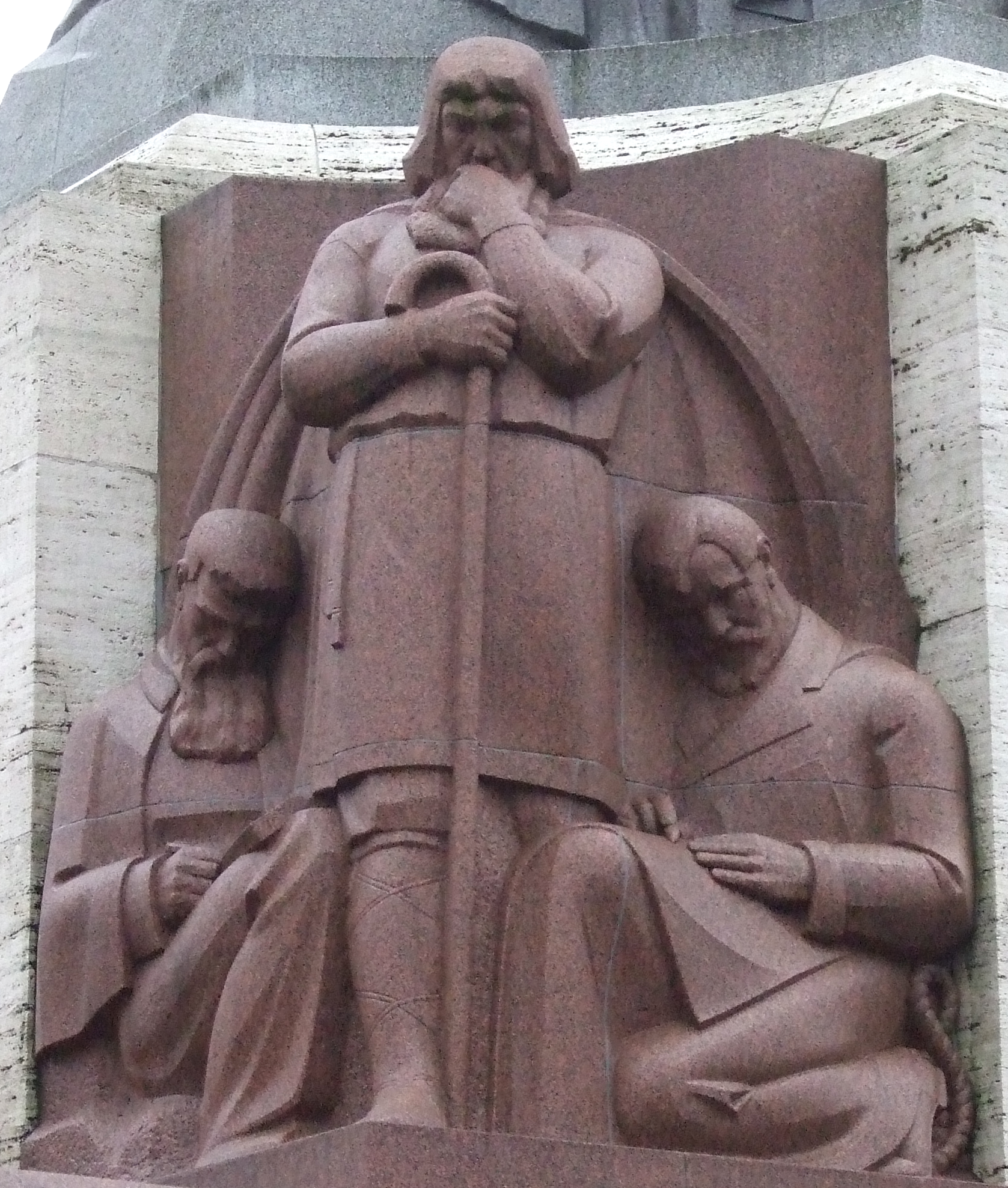
조각 그룹 "노동자의 정신", 리가 자유 기념비 고대 라트비아 마을 회의에서 크리비들이 손에 크리블레를 들고 있는 모습이다.

크리비 (라틴어: Criwe, 프로이센어:krive, 리투아니아어: krivis)는 성화를 담당한 고대 발트족의 수석 제사장으로 종교 의식, 장례식을 이끌었다.
연대기에 따르면, 크리비들은 로무바 (나드루바)에서 살고 모든 발트족에게 요청을 받았다. 배심원으로서 지역의 여러 일들을 판단하고, 신성한 불을 수호하며 종교 의식, 장례식 등을 이끌었다. 크리비에 대한 기록은 마테우스 프레토리우스 (Matthäus Prätorius) (17세기)에 의해 언급된다.
일부 역사 학자들은 그것을 함정이라고 생각하는데 - 
크리비는 특정 인물의 이름이 일 것이고, 다른 사람들은 그를 제의에 부를 권리가 있는 공동체의 장로라고 생각했을 것이라 본다.

### 연대기에 언급된 고대의 크리비들
- 프로테니스
- 리즈데이카